# Parlamentswahlen in Niger 1996
Die Parlamentswahlen in Niger 1996 fanden am 23. November 1996 statt. Gewählt wurden die 83 Abgeordneten der Nationalversammlung Nigers.

## Hintergrund
Die Dritte Republik (1993–1996) endete durch einen Militärputsch unter der Führung von Ibrahim Baré Maïnassara, bei dem Staatspräsident Mahamane Ousmane (CDS-Rahama) gestürzt wurde. Die Verfassung der Vierten Republik wurde beim Verfassungsreferendum am 12. Mai 1996 angenommen. Der Putschanführer Ibrahim Baré Maïnassara ließ sich bei den umstrittenen Präsidentschaftswahlen am 7. und 8. Juli 1996 zum Staatspräsidenten wählen. Vor den Parlamentswahlen schlossen sich acht Parteien zur Front für die Wiederherstellung und Verteidigung der Demokratie zusammen, die unter anderem die Wiederherstellung der unabhängigen staatlichen Wahlkommission in ihrer ursprünglichen Form forderte. Dem Bündnis gehörten die bei den letzten Parlamentswahlen am 12. Januar 1995 gewählten Parteien MNSD-Nassara, CDS-Rahama, PNDS-Tarayya, PPN-RDA, die PSDN-Alhéri und PUND-Salama an. Da die Forderungen der Front für die Wiederherstellung und Verteidigung der Demokratie nicht erfüllt wurden, entschlossen sich die Bündnispartner zum Wahlboykott.

## Ergebnisse
Von 3.939.101 registrierten Wählern gingen offiziell 1.535.963 zu den Urnen. Dies entspricht einer Wahlbeteiligung von 39 %. 36.151 Stimmzettel wurden als leere Stimmzettel oder Nullvoten gewertet. Der Wahltag, der von internationalen Beobachtern überwacht wurde, verlief weitgehend friedlich. Die Opposition bezweifelte die offiziellen Zahlen zur Wahlbeteiligung. Auch die Interparlamentarische Union berichtete von schwerwiegenden Ungereimtheiten bei den offiziellen Angaben zum Wahlergebnis.
| Partei                                                                    | Stimmenanzahl | Stimmenanteil | Sitze |
| ------------------------------------------------------------------------- | ------------- | ------------- | ----- |
| Nationale Union der Unabhängigen für die demokratische Erneuerung (UNIRD) | 990.308       | 56,7 %        | 59    |
| Nigrische Allianz für Demokratie und Fortschritt (ANDP-Zaman Lahiya)      | 123.957       | 10,1 %        | 8     |
| Union der demokratischen und fortschrittlichen Patrioten (UPDP-Chamoua)   | 91.944        | 2,5 %         | 4     |
| Partei für die Würde des Volkes (PDP-Daraja)                              | 21.475        | 5,3 %         | 3     |
| Union für Demokratie und sozialen Fortschritt (UDPS-Amana)                | 36.899        | 3,7 %         | 3     |
| Partei der Massen für Arbeit (PMT-Albarka)                                | 107.000       | 4,2 %         | 2     |
| Bewegung für Entwicklung und Panafrikanismus (MDP-Alkawali)               | 7.562         | 1,5 %         | 1     |
| Unabhängige                                                               | 46.805        | 6,1 %         | 3     |
| Gesamt                                                                    | 1.535.963     | 100 %         | 83    |

Die einzige Frau unter den 83 gewählten Abgeordneten war Jeannette Schmidt Degener (UNIRD).

## Folgen
Im Dezember 1996 wurde Moutari Moussa (UNIRD) zum Präsidenten der Nationalversammlung gewählt. Staatspräsident Baré Maïnassara ernannte Amadou Boubacar Cissé zum Premierminister.